# Białobrzegi (gmina w województwie piotrkowskim)
Białobrzegi – dawna gmina wiejska istniejąca w latach 1973–1977 w woj. kieleckim i piotrkowskim (dzisiejsze woj. łódzkie). Siedzibą gminy były Białobrzegi (obecnie dzielnica Tomaszowa Mazowieckiego).
Gmina została utworzona 1 stycznia 1973 roku w powiecie opoczyńskim w woj. kieleckim. 1 czerwca 1975 roku gmina weszła w skład nowo utworzonego woj. piotrkowskiego.
1 lutego 1977 roku gmina została zniesiona, a jej obszar przyłączony do gmin Inowłódz i Tomaszów Mazowiecki oraz do miasta Tomaszowa Mazowieckiego:
- do gminy Inowłódz przyłączone zostały sołectwa: Brzustów, Dąbrowa oraz część sołectwa Ciebłowice Małe, obejmującą Państwowe Gospodarstwo Rolne Spała o powierzchni 150 ha[5],
- do gminy Tomaszów Mazowiecki przyłączone zostały sołectwa: Ciebłowice Duże, Karolinów, Sługocice, Smardzewice, Tresta, Twarda, Wąwał oraz część obszaru sołectwa Ciebłowice Małe o powierzchni 35 ha. Do gminy wiejskiej Tomaszów Mazowiecki przyłączono również obszar lasów państwowych Nadleśnictwa Opoczno o powierzchni łącznej 3011 ha[5],
- do miasta Tomaszowa Mazowieckiego przyłączone zostały sołectwa: Białobrzegi, Ludwików, Podoba, Kępa oraz Łąki Henrykowskie[6].